# Drillia griffithii
Drillia griffithii là một loài ốc biển, là động vật thân mềm chân bụng sống ở biển trong họ Drilliidae.